# Гіперандрогенізм
Гіперандрогенізм — патологічний стан, що характеризується підвищенням рівня андрогенів у жінок (рідко — в чоловіків). До симптомів гіперандрогенізму належать акне, себорея, втрата волосся на скальпі, підвищення оволосіння тіла й обличчя, зменшення частоти або зникнення менструацій. Гіперандрогенізм може ускладнюватись гіперхолестеролемією.
У 70 % випадків причиною гіперандрогенізму є синдром полікістозних яйників (СПКЯ). Також спричинювати патологічний стан можуть гіперплазія надниркових залоз, хвороба Кушинґа, деякі види раку та побічна дія окремих лікарських засобів. Діагностика гіперандрогенізму ґрунтується на визначенні рівня тестостерону, 17-гідроксипрогестерону та пролактину в крові, а також на ультразвуковому дослідженні органів тазу.
Лікувальна тактика залежить від етіології гіпергонадизму. Симтоми патологічного стану можуть полегшуватись прийняттям оральних контрацептивів або антиандрогенів, як-от ципротерону ацетату або спіронолактону. З косметичною метою застосовують техніки видалення волосся. Гіперандрогенізм виникає в близько 5 % жінок репродуктивного віку.
Найдавніші відомі описи гіперандрогенізму відводять Гіппократу в 5-му сторіччі до н.е. 2011 року Міжнародна асоціація легкоатлетичних федерацій встановила правило, що рівні тестостерону в жінок повинні бути нижчими, аніж такі в чоловіків, для допуску до змагань.